# 2.1
2.1 es el sexto álbum de estudio del grupo musical de reguetón colombiano Piso 21.
El álbum se caracteriza por el estilo urbano de la banda, aunque tiene una variedad de ritmos entre vallenato, corrido, pop, trap, rock. Asimismo el 14 de octubre de 2024, el álbum se estrenó junto a todos sus sencillos, antes de presentar «Antes» junto al colectivo musical ICON. Este es el último álbum donde participa Lorduy, ya que al próximo año anunciaría su salida de la banda.
De este álbum, se desprenden sencillos como: «La misión», «Fichaje del año», «Te invito a comer» y «Me siento High». En este álbum, están incluidas las participaciones de Wisin y Ozuna.

## Lista de canciones
| N.º | Título                               | Duración |  |
| 1.  | «Antes» (con ICON)                   | 3:14     |  |
| 2.  | «Fichaje del año» (con Ozuna)        | 3:13     |  |
| 3.  | «Te invito a comer»                  | 3:28     |  |
| 4.  | «Piso cuarto»                        | 2:46     |  |
| 5.  | «La misión» (con Wisin)              | 3:34     |  |
| 6.  | «Perreo en bote»                     | 2:52     |  |
| 7.  | «La misma semana»                    | 2:32     |  |
| 8.  | «Me siento High»                     | 2:37     |  |
| 9.  | «Brujería creo»                      | 3:26     |  |
| 10. | «Vueltas»                            | 2:43     |  |
| 11. | «My Love»                            | 3:06     |  |
| 12. | «Cobarde corazón»                    | 3:11     |  |
| 13. | «Fichaje del año» (Versión acústica) | 3:12     |  |
| 14. | «La misión» (Versión acústica)       | 3:27     |  |